# Horvatovi
Horvatovi је hrvatska televizijska serija, snimana 2015.

## Sinopsis
Priča prati Stjepana i Lilu, dvoje sredovečnih ljudi koji su bili ljubavni par u mladosti. Nakon smrti Stjepanove supruge, te Lilinog razvoda, ponovo se sreću i spajaju u jednu veliku porodicu.
Najmlađi članovi porodice Horvat su Borna, Branimir i Krešo. Borna je mladić koji pomaže ocu u odgoju mlađe braće. Trenira fudbal, dok mašta da će postane pevač. Branimir je uvek spreman za smišljanje zavrzlama kojima prkosi celoj porodici. Najmlađi Krešo ujedno je i narator priče.
Liline kćeri su Eva i Tereza. Nakon što im se majka uda za Stjepana, njih je možda pogodio i najteži zadatak - moraju da nauče da žive sa trojicom klinaca koji rade sve ne bi li im boravak pod istim krovom učinili što dinamičnijim.  

## Uloge

### Glavne uloge
| Glumac:          | Uloga:                      |
| ---------------- | --------------------------- |
| Bojana Gregorić  | Lidija „Lila“ Horvat        |
| Goran Navojec    | Stjepan „Štef“ Horvat       |
| Bojan Navojec    | Fedor Hohnjec               |
| Marija Škaričić  | Nikolina Hohnjec            |
| Ljubomir Kerekeš | Franjo Josip „Franc“ Horvat |
| Elizabeta Kukić  | Karmen Pazekaš              |
| Ana Ledenko      | Eva Gotovac                 |
| Tonka Pavić      | Tereza Gotovac              |
| Adnan Prohić     | Borna Horvat                |
| Jan Begović      | Branimir Horvat             |
| Adrian Hajsok    | Krešimir „Krešo“ Horvat     |
| Vid Ćosić        | Grga Hohnjec                |

### Gostujuće uloge
| Glumac:                | Uloga:               |
| ---------------------- | -------------------- |
| Borko Perić            | psiholog             |
| Dado Ćosić             | novi komšija         |
| Doris Pinčić Rogoznica | Violeta Kunić        |
| Dunja Šepčić-Bogner    | profesorka Magdalena |
| Duško Valentić         | Šuki                 |
| Enes Vejzović          | Andrija              |
| Jadranko Glavačević    | instruktor vožnje    |
| Krunoslav Belko        | Edi                  |
| Nenad Cvetko           | profesor Grubić      |
| Neno Belan             | Neno Belan           |
| Nino Štambuk           | TV voditelj          |
| Ranko Zidarić          | Goran Gotovac        |
| Siniša Ružić           | uterivač dugova      |
| Tamara Loos            | radijska voditeljka  |
| Vojislav Brajović      | Josip „Joža“ Horvat  |
| Nataša Janjić          | Danijela             |